# 王新三
王新三（1914年—1991年7月9日），曾用名王旭。辽宁省辽阳人。中华人民共和国煤炭工业部党组副书记、副部长。

## 生平
1930年考入奉天省立第一师范学校。九一八事变后流亡入关，就学于北平东北大学史地学系。1932年春在北平参加反帝大同盟，任北平学生反帝大同盟第一任支部书记、北平西区区委委员。1932年底加入共青团。1933年赴热河参加抗日义勇军。1933年加入中国共产党。1935年参加“一二·九”学生运动。
1937年赴延安抗大学习。
1981年主动退二线。